# Циммерман, Говард
Говард Эллиот Циммерман (англ. Howard Elliot Zimmerman, 5 июля 1926 — 12 февраля 2012) — американский химик-органик. Внёс значительный вклад в область органической фотохимии. Является основоположником учений о механизмах реакций органической химии, а также «Парадигмы Циммермана».
Член Американского химического общества, член ИЮПАК, член Межамериканского фотохимического общества.

## Биография
Говард Циммерман родился в Нью-Йорке 5 июля 1926 года. Вырос в Стэмфорде, штат Коннектикут. Он был старшим из двух детей Мэй и Чарльза Циммерман. В 10 лет отец Говарда подарил ему химический набор, благодаря которому у мальчика возник интерес к химии. Он обустроил у себя в доме лабораторию и с тремя своими одноклассниками проводил элементарные химические опыты. Говард Циммерман служил танкистом на Европейском фронте во время Второй Мировой Войны. Вскоре после решения о начале военных действий, он был направлен с 756 танковым батальоном на службу в Зальцбург, Берген и Вену, который в свою очередь вёл боевые действия в Советском Секторе. Во время службы его командир позволил ему продолжить обучение. В результате чего Говард Циммерман посещал курсы химии, математики и немецкого языка в Реинбоуском Университете в Целле-на-Сии в Австрии. К концу службы его повысили до капрала и по возвращении в США, он имел звание сержанта — техника. После демобилизации в1946 году Циммерман поступил в Йельский Университет в качестве старшекурсника. Во время обучения, профессор Вернер Бергман заинтересовал его органической химией. Циммерман получил степень Бакалавра наук в 1950 году. В этот же год он женился на Джейн Киршенхайтер. В 1953 году получил докторскую степень.

## Научные исследования

### Исследования в области стереохимии продуктов реакций в основном состоянии
Ранние работы Циммермана преимущественно относились к механизмам органических реакций в основном состоянии. Он открыл механизм и стереохимиию кетонизации енолов.
Опираясь на работу студента старшего курса Северо-западного Университета Маржори Тракслера, он предложил модель переходного состояния, которая вскоре стала известна как модель Циммермана-Тракслера, для описания стереохимии продуктов реакции Иванова и Реформатского. Теоретические предположения о стереохимии кинетически контролируемого процесса кетонизации енолов и диастереоселективности в реакциях альдольного типа были широко распространены химиками органиками, которые применили их для определения стереохимии не только этих, но и многих других реакций. Первоначально эта работа была опубликована в Журнале Американского Химического Общества в двух статьях 1956 и 1957 годов, которые являлись его самыми цитируемыми публикациями.
Во время работы в Северо-западном Университете Циммерман открыл механизм для нескольких известных карбанионных реакций, включая реакцию Реформатского, перегруппировку Гровенштайна (теперь Гровенштайна-Циммермана) и восстановление по Бёрчу. Здесь он также инициировал разработку синтеза топологически необычного ненасыщенного трёхчленного цикла с тремя двойными связями, расположенными таким образом, чтобы π-связи располагались цилиндрически. Эта молекула бицикло[2.2.2]окта-2,5,7-триене, образуя группу симметрии С3, была названа Циммерманом «балериной». Он осуществил её синтез в 1964 год, после того, как перебрался в Висконсин.

#### Исследования в области фотохимических реакций
Циммерман и Джорж Хэмонд в 1960-х годах сконцентрировались на проведении рациональных изменений возбуждённого состояния, особенно для реакций перегруппировки кетонов и ароматических соединений. В то время как работа Хэммонда была сосредоточенна на фотореакциях простых алифатических и ароматических кетонов и изомеризации стильбенов, Циммерман сосредоточился в основном на нетипичных сложных перегруппировках ненасыщенных циклических кетонов и на бициклических алкенах. Одним из первых крупных достижений Циммермана было развитие понятий о механизме сложных фотохимических процессов для α-сантонина, ранее опубликованного Дереком Бартоном.
Большинство его современников, включая Бартона, объяснившего структуру фотопродукта-лумизантонина, не смогли дать правильное обоснование по перегруппировке данного продукта. Ховард усовершенствовал подход к механизму, чтобы осуществить трудную фотохимическую перегруппировку по правилу Каши (Майкл Каши, 1920—2013), которое изначально определило электронную конфигурацию реакционно-способного возбуждённого состояния, а затем применил концепцию «электронного толчка». Данную концепцию, впоследствии, использовали для органических реакций в основном состоянии, чтобы достичь продукта реакции. Затем он применил данный подход ко многим другим химическим превращениям в возбуждённом состоянии. Эти исследования он опубликовал под общим названием «Механизмы реакций органической фотохимии».
Использование Циммерманом понятия «электронного толчка», связанного с его определением реактивной природы возбуждённого состояния электронной конфигурации было ключом к определению последующих преобразований связей, что обеспечило ограников понятным и рациональным путём, помогающим объяснить фотохимические превращения, которые аналогичны методу, использованному для объяснения реакций основного состояния. В результате появилось новое направление, объясняющее механизмы реакций. В своей работе Говард Циммерман продемонстрировал, что возбуждённые состояния органических соединений претерпевают химические превращения, о существовании которых до тех пор даже не предполагали. В результате, он создал полезный метод для исследования новых гипотетически возможных фотохимических превращений, что в дальнейшем могло бы представлять собой пользу для органического синтеза фотохимического получения активных интермедиатов, которые бы принимали участие в механизмах реакций основного состояния.
Говард Циммерман придерживался этих понятий в простой четырехшаговой последовательности, «Парадигме Циммермана», связывая электронное распределение возбуждённого состояния и активность с принципами механизмов реакций, разработанными для простых превращений основного состояния. Четыре положения, которые составляли эту парадигму: (1) фото-возбуждение до электронного возбуждённого состояния, (2) адиабатическое изменение в возбуждённом состоянии, (3) релаксация (электронное понижение) к основному состоянию и (4) дальнейшее адиабатическое изменение связи для получения стабильного продукта.

## Почести и награды
1. The first Northeast ACS Award for Photochemistry (1971)
2. The ACS James Flack Norris Award in Physical Organic Chemistry (1976)
3. Лауреат премии Хальперна Академии Наук Нью-Йорка (1980)
4. Член Национальной Академии Наук (1980)
5. Recipient of the American Institute of Chemists Chemical Pioneer Award (1986)
6. Лауреат премии Александра фон Гумбольда (1988)
7. Hilldale Award in the Physical Sciences from the University of Wisconsin (1990)
8. Arthur C. Cope Scholar Award of the ACS (1991)
9. IUPAC Porter Medal for Photochemical Research (2006)

## Личная жизнь
Говард Циммерамн в 1950 году женился на Джейн Киршенхайтер. У них было трое сыновей: Роберт, Стивен и Джеймс. Джейн Киршенхайтер умерла в 1975 году от рака. Циммерман женился на Марте Кауфман в 1976 году и помогал воспитывать её сына. Они развелись в 1985 году. В 1991 году женился на Пегги Бейкер-Вик .

## Личные качества
По воспоминаниям его коллег, Говард Циммерман был упорным исследователем. Он всегда стремился получить новые результаты, которые обеспечили бы более глубокое понимание фотохимических механизмов, в особенности, когда эти данные применялись для осознания фундаментальной природы реакций возбуждённых состояний. Его выпускники: студенты и аспиранты исследователи — вспоминают его как учителя и блестящего учёного, который имел большой опыт по упрощению сложных проблем в несколько рациональных шагов, тем самым открывая путь к решению проблем механизмов реакций.